# Ethel Blume
Ethel Blume (* 12. September 1875 in London; † 28. Oktober 1918 in Berlin) war eine der ersten deutschen Ärztinnen.

## Leben und Wirken
Ethel Blume stammte aus einer jüdischen Kaufmannsfamilie und absolvierte eine private evangelische Höhere Töchterschule in Bonn, um dann zwischen 1892 und 1896 zur Vorbereitung auf das Abitur die Gymnasialkurse für Frauen in Berlin bei Helene Lange zu besuchen. 1896 legte sie die Abiturprüfungen am königlichen Luisengymnasium gemeinsam mit Irma Klausner, Else von der Leyen und drei weiteren jungen Frauen ab. Sie gehörte damit zu den ersten Frauen, die in Deutschland eine reguläre gymnasiale Ausbildung erhielten.
Danach studierte sie von 1896 bis 1901 Medizin mit unterschiedlichem Hörer-Status und beschränkten Zugangsmöglichkeiten an den Universitäten in Halle und Berlin sowie an der Universität Königsberg. Dort legte sie – zusammen mit Elise Troschel – als erste deutsche Medizinerin mit einer Ausbildung in Deutschland am 17. Juli 1901 das medizinische Staatsexamen ab und erhielt ihre Approbation. Dann arbeitete sie als Volontärärztin an der pathologisch-anatomischen Anstalt des Städtischen Krankenhauses am Urban in Berlin. Am 11. Oktober 1902 war sie die erste Medizinerin, die an der Universität Leipzig promoviert wurde. Ihre Dissertation hatte sie zum Thema Zur Kenntnis der tuberculösen Blutgefäßerkrankungen verfasst. 1903 wurde sie als drittes weibliches Mitglied in die Berliner Medizinische Gesellschaft aufgenommen. 1914 trat sie dem Berliner Verein Krankenhaus weiblicher Ärzte bei. 
Seit 1903 arbeitete Ethel Blume als niedergelassene Ärztin in Berlin. 1906 trat sie eine Stelle als Sanatoriumsärztin in Fürth an. Von 1911 bis zu ihrem Tod praktizierte sie als Ärztin in Berlin-Rixdorf. 1918 verstarb Ethel Blume infolge einer Nervenerkrankung und wurde auf dem Jüdischen Friedhof in Berlin-Weißensee beigesetzt.